# アフター・ヤン
『アフター・ヤン』（原題:After Yang）は2021年のアメリカ合衆国のSF映画。監督はコゴナダ、主演はコリン・ファレルが務めた。本作はアレクサンダー・ワインスタインが2016年に発表した短編小説『Saying Goodbye to Yang』を原作としている。

## ストーリー
アンドロイド(人型ロボット)やクローンが当たり前に家族として存在する近未来。ジェイクとキラ夫婦は中国系の赤ん坊ミカを養女に迎え、彼女の文化的背景を尊重する為に、中国系テクノ・サピエンス(アンドロイド)の青年ヤンを購入した。穏やかで知的なヤンを兄と慕って成長するミカ。だが、ミカが小学生になった頃、ヤンは故障して動かなくなった。若い姿のヤンだが、実はかなり古いアンドロイドだったのだ。
中古で購入したヤンの保証書は正規のものではなく、修理店を尋ね回った末に「技術博物館」に辿り着くジェイク。専門家はヤンがもう起動しないことと、内蔵されたメモリが非常に珍しい型で、断片的に映像記憶が保存されていることを指摘して、博物館で展示するために引き取りたいと申し出た。
展示可能な映像を選別する為に、ヤンのメモリを最近の映像から確認し始めるジェイク。そこには若い金髪の女性エイダが映っていた。エイダを探し出し、彼女が勤めていた喫茶店にヤンが通いつめた末に交際していた事を知るジェイク。
更に記憶を数十年も遡ると、ヤンは最初、ある女性の子育てを手伝っていた。子に先立たれて老いていく女性と過ごし、彼女の姪のエイダに恋するヤン。最近のヤンが付き合っていた若いエイダは、この時のエイダを大叔母と呼ぶクローンだったのだ。
「人間と機械の違いはどこにあるのか」と悩み、ヤンを博物館で展示させたくないと話すジェイクと妻のキラ。だが、メモリの研究は重要だ。苦悩するジェイクの側で娘のミカは、ヤンに教わった歌を静かに口ずさんだ。

## キャスト
- ジェイク：コリン・ファレル
- キラ：ジョディ・ターナー＝スミス
- ヤン：ジャスティン・H・ミン
- ミカ：マレア・エマ・チャンドラウィジャヤ
- エイダ：ヘイリー・ルー・リチャードソン
- クレオ：サリタ・チョウドリー
- ラス：リッチー・コスター
- ジョージ：クリフトン・コリンズ・Jr
- ヴィッキー：エヴァ・デマリー
- アーロン：ブレット・ダイアー

## 製作・音楽
2018年6月、映画プロデューサーのテレサ・パークがアレクサンダー・ワインスタインの短編小説『Saying Goodbye to Yang』の映画化権を購入し、コゴナダが監督と脚色を担当することになった。2019年2月18日、A24が本作の全米配給権を獲得し、コリン・ファレルが主演を務めることになったと報じられた。4月、ジャスティン・H・ミン、ヘイリー・ルー・リチャードソン、サリタ・チョウドリー、ゴルシフテ・ファラハニの出演が決まったが、ファラハニは結局本作に出演しなかった。
2021年6月22日、坂本龍一とアスカ・マツミヤが本作で使用される楽曲を手掛けるとの報道があった。

## 公開・マーケティング・興行収入
2021年7月8日、本作は第74回カンヌ国際映画祭でプレミア上映された。2022年1月21日、本作はサンダンス映画祭で上映され、アルフレッド・S・スローン賞（科学や技術をテーマにした優れた作品に贈られる賞）を受賞した。31日、本作のポスターが公開された。2月1日、本作のオフィシャル・トレイラーが公開された。3月4日、本作は全米24館で封切られ、公開初週末に4万6872ドル（1館当たり1953ドル）を稼ぎ出し、週末興行収入ランキング初登場25位となった。

## 評価
本作は批評家から絶賛されている。映画批評集積サイトのRotten Tomatoesには93件のレビューがあり、批評家支持率は86%、平均点は10点満点で7.8点となっている。サイト側による批評家の見解の要約は「表現したいものが思うように表現できていないと思わせる箇所が時折ある。しかし、ゆったりとしたストーリーに進んで身を任せるのであれば、『アフター・ヤン』は豊饒なものを提供してくれる作品である。」となっている。また、Metacriticには18件のレビューがあり、加重平均値は84/100となっている。